# Hypoestes involucrata
Hypoestes involucrata är en akantusväxtart som beskrevs av Johann Jakob Roemer och Schult.. Hypoestes involucrata ingår i släktet Hypoestes och familjen akantusväxter. Inga underarter finns listade i Catalogue of Life.